# ريزدنت إيفل: أوبريشن راكون سيتي
 ريزدنت إيفل: أوبريشن راكون سيتي (بالإنجليزية: Resident Evil: Operation Raccoon City)‏ هي لعبة من نوع إطلاق نار من منظور الشخص الثالث صدرت في عام 2011 لويندوز، بلاي ستيشن 3، إكس بوكس 360 وهي من تطوير سلنت سيكس جيمز ونشر شركة كابكوم.

## القصة
اللعبة تجري خلال أحداث ريزدنت إيفل 2 وريزدنت إيفل 3: نمسيس في مدينة الراكون، التي تحول سكانها إلى أموات أحياء (زومبيز) بعد تفشي الـ «تي فيروس»، وهو سلاح بيولوجي تم تطويره بطريقة غير قانونية من قبل شركات الأدوية أمبريلا (Umbrella). اللاعبون سوف يأخذون دور ضابط في جهاز أمن أمبريلا (USS). لديهم عدة أهداف مختلفة عن أهداف فريق العمليات الخاصة (the Spec Ops) وهذه الأهداف هي:
يتم تكليف أعضاء الـ USS بتدمير الأدلة على أنشطة شركة أمبريلا غير المشروعة، بما في ذلك قتل الناجين من تفشي المرض، في حين أن فريق العمليات الخاصة يحاول فضح الإجراءات التي اتخذتها الشركة. وسوف تسمح اللعبة للاعب باتخاذ قرارات «ماذا لو» مثل قتل أو عدم قتل ليون كينيدي (وهو من الشخصيات الرئيسية في ريزدنت إيفل 2 ، وبطل القصة في ريزدنت إيفل 4).

## شخصيات
يمكن اللعب بست شخصيات مختلفة في اللعبة
- فيكتور (Vector): هو خبير بمدينة الراكون ومجهز بقدرة الاختفاء.
- بيلتواي (Beltway): اسمه الحقيقي هيكتور وهو بارع في استخدام المتفجرات.
- بيرثا (Bertha): اسمها الحقيقي مكيلا وهي مسعفة الفريق.
- سبكتر (Spectre): وهو مراقب وقناص.
- فور-آيز (Four-Eyes): اسمها الحقيقي كريستين وهي عالمة ولديها القدرة على برمجة الأسلحة البيولوجية العضوية.
- لوبو (Lupo): اسمها كارينا وهي من فئة الهجوم وقائدة الفريق.

## وصلات خارجية
- ريزدنت إيفل: أوبريشن راكون سيتي على موقع IMDb (الإنجليزية)

- عرض فيديو للعبة - مترجم للعربية على يوتيوب
- عرض فيديو 2 - مترجم للعربية على يوتيوب